# David Bell (baloncestista de 1996)
David Bell (Garfield Heights (Ohio), 3 de enero de 1996) es un baloncestista estadounidense que actualmente está sin equipo tras pertenecer a la plantilla del Lavrio B.C. de la A1 Ethniki, la primera división griega. Con 2,06 metros de estatura, juega en la posición de pívot.

## Trayectoria deportiva

### Universidad
Jugó durante dos temporadas con los Ohio State Buckeyes de la Universidad Estatal de Ohio desde 2015 a 2017. Tras una temporada en blanco, en 2018 ingresaría en la Universidad de Jacksonville en Florida para jugar durante dos temporadas en los Jacksonville Dolphins. En su última temporada universitaria promedió un doble doble en puntos y rebotes (12 + 10) y fue nombrado como Jugador Defensivo del Año de ASun con casi dos tapones por partido y también miembro del Segundo Equipo All-Asun.

### Profesional
Tras no ser elegido en el draft de la NBA de 2020, el 9 de junio de 2020 se comprometió con el Lavrio B.C. de la A1 Ethniki, la primera división griega.
En noviembre de 2020, el pívot se lesiona de gravedad y es reemplazado por su compatriota Sean Evans, finalizando así su contrato con el conjunto griego.